# Pegusa cadenati
Pegusa cadenati is een straalvinnige vissensoort uit de familie van eigenlijke tongen (Soleidae). De wetenschappelijke naam van de soort is voor het eerst geldig gepubliceerd in 1954 door Chabanaud.